# Энво
Энво́ (фр. Einvaux) — коммуна во французском департаменте Мёрт и Мозель региона Лотарингия. Относится к  кантону Байон.	

## География

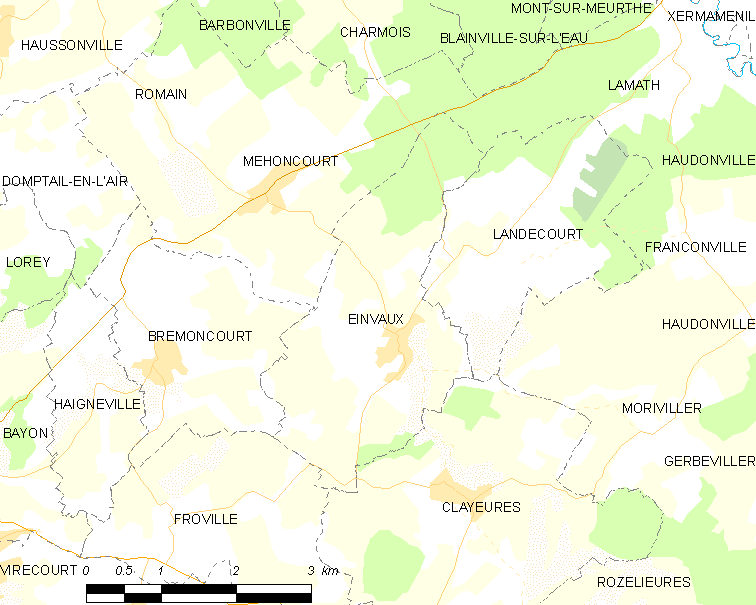
Карта окрестностей Энво.

Энво расположен в 28 км к юго-востоку от Нанси в небольшой долине в окрестностя Байона. Название коммуны происходит от латинского Envas или Envallis, что и означает «в долине». Соседние коммуны: Ландекур на северо-востоке, Моривиллер на юго-востоке, Клайер на юге, Фровиль на юго-западе, Эньевиль на западе, Меонкур и Ромен на северо-западе.
На краю коммуны находится разрушенный ныне вокзал, который дал название окружающему району Энво. Здесь проходит железнодорожная линия Бленвиль-сюр-л'О—Дамлевьер—Люр, которая соединяет Нанси, Эпиналь и Бельфор.

## Демография
Население коммуны на 2010 год составляло 327 человек.
| 1962 | 1968 | 1975 | 1982 | 1990 | 1999 | 2010 |
| ---- | ---- | ---- | ---- | ---- | ---- | ---- |
| 315  | 309  | 300  | 254  | 284  | 284  | 327  |